# Nagiso
Nagiso (南木曽町 Nagiso-machi?) es un pueblo en la prefectura de Nagano, Japón, localizado en la parte central de la isla de Honshū, en la región de Chūbu. El 1 de marzo de 2021 tenía una población estimada de 3860 habitantes y una densidad de población de 18 personas por km². Nagiso figura como uno de los pueblos más bellos de Japón.

## Geografía
Nagiso se encuentra en el valle de Kiso, en el suroeste de la prefectura de Nagano, limitando al oeste con la prefectura de Gifu. El río Kiso atraviesa el centro del pueblo.

## Historia
El área del actual Nagiso era parte de la antigua provincia de Shinano. Durante el período Edo, el área se desarrolló como una serie de estaciones de la Nakasendō que conecta Edo con Kioto. Las villas de Yomikaki, Tsumagoi y Tadachi se fusionaron para formar el pueblo de Nagiso el 1 de mayo de 1968.

## Demografía
Según los datos del censo japonés, la población de Nagiso ha disminuido rápidamente en los últimos 50 años.
| Gráfica de evolución demográfica de Nagiso entre 1940 y 2015 |
|                                                              |
| Oficina de Estadísticas de Japón                             |